# Оранжерейный прозрачный клещ
Оранжерейный прозрачный клещ (лат. Polyphagotarsonemus latus) — вид паразитических тромбидиформных клещей из семейства Разнокоготковые клещи (Tarsonemidae) подотряда Prostigmata. Встречается всесветно. Опасный вредитель оранжерейных и тепличных растений, включая такие важные сельскохозяйственные виды, как виноград, перцы, баклажаны, огурцы, томаты, табак, яблони, авокадо, цитрусовые, кофе, хлопчатник, гуава, джут, манго, папайя, маракуйя, груша, картофель, кунжут, фасоль, чай и томаты, также вредит хризантеме, бегонии, цикламену, гербере, азалии, глоксинии, сенполии. Может вызвать отставание в росте и скручивание листьев и цветов, а также почернение и гибель новых побегов.

## Описание

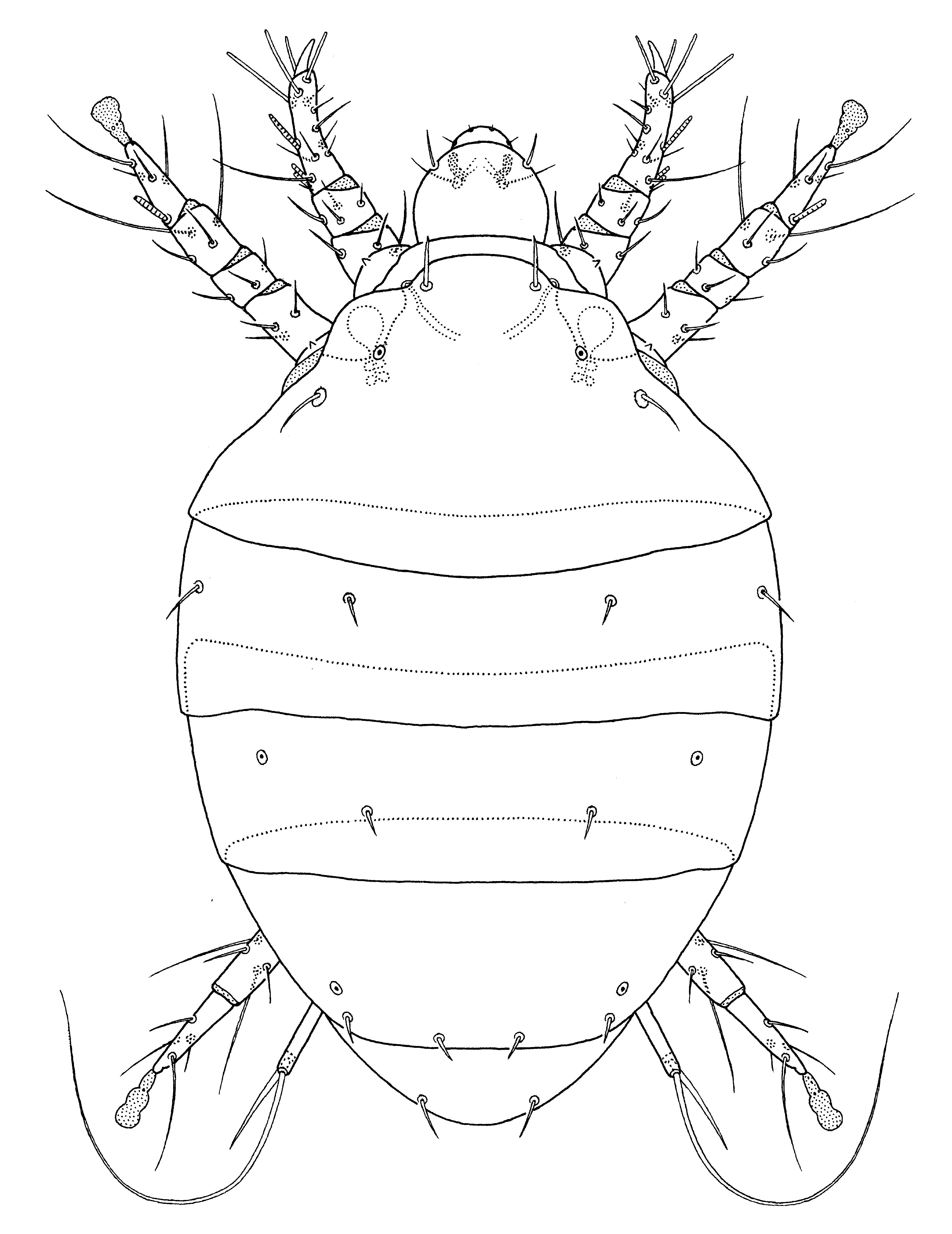
Вид сверху

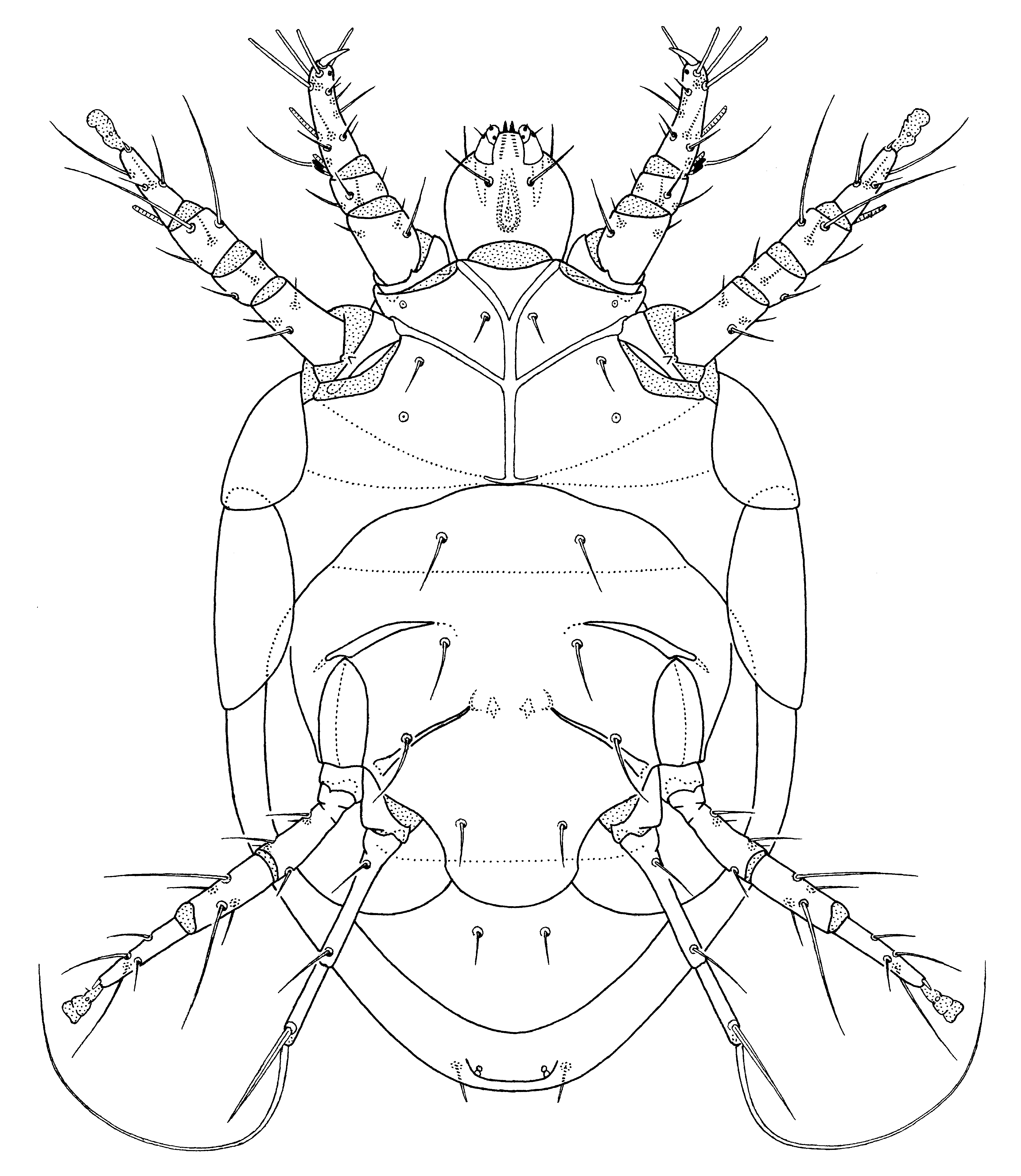
Вид снизу

Микроскопического размера клещи (длина менее 0,2 мм). Самки клещей имеют длину около 0,2 мм и овальные очертания. Их тело вздуто в профиль и имеет цвет от светло-жёлтого до янтарного или зелёного с нечёткой светлой срединной полосой, развивающейся у заднего конца тела. Самцы похожи по окраске, но у них отсутствует полоса. Две задние ноги взрослых самок редуцированы до хлыстоподобных придатков. Самец меньше (0,11 мм) и передвигается быстрее, чем самка. Увеличенные задние ноги самца используются для захвата нимфы самки и размещения её под прямым углом к телу самца для последующего спаривания.
Яйца бесцветные, полупрозрачные, эллиптической формы. Они имеют длину около 0,08 мм и покрыты 29—37 рассеянными белыми пупырышками на верхней поверхности.
Личинки имеют только три пары ног. Они медленно передвигаются и выглядят беловатыми из-за мельчайших гребней на теле. По мере роста их размер варьируется от 0,1 до 0,2 мм в длину. В стадии покоя они выглядят неподвижными.
Нимфа: через один день личинка превращается в неподвижную нимфу, прозрачную и заострённую с обоих концов. Стадия нимфы длится около суток. Нимфы обычно находятся в углублениях на плодах, хотя самки нимф часто переносятся самцами.

## Биология
Оранжерейный прозрачный клещ имеет четыре стадии жизненного цикла: яйцо, личинка, нимфа и взрослая особь. Взрослые самки откладывают от 30 до 76 яиц (в среднем пять в день) на нижней стороне листьев и в углублениях мелких плодов в течение 8—13 дней, после чего погибают. Взрослые самцы живут от пяти до девяти дней. В то время как неспаренные самки откладывают яйца, которые становятся самцами, спаренные самки обычно откладывают четыре женских яйца на каждое мужское яйцо.
Яйца вылупляются через два-три дня, и личинки выходят из яиц, чтобы питаться. Личинки медленно передвигаются и не рассеиваются далеко. Через два-три дня личинки переходят в спокойную личиночную стадию (нимфу). Спокойные личинки становятся привлекательными для самцов, которые подбирают их и переносят на новую листву. Самцы и самки очень активны, но самцы, по-видимому, обеспечивают большую часть рассеивания широкой популяции клещей, перенося личинок спокойных самок на новые листья. Когда самки выходят из стадии покоя, самцы немедленно спариваются с ними. Есть также сообщения о том, что широкий оранжерейный прозрачный клещ использует насекомых-хозяев, в частности некоторых белокрылок, для перемещения с растения на растение.
В качестве хищников, питающихся оранжерейным прозрачным клещом, отмечены клещи-фитосейиды Typhlodromus rickeri Chant, Typhlodromus porresi  McMurtry, Typhlodromus annectens DeLeon, Euseius stipulatus Athias-Henriot.

## Генетика
Хромосомный набор: самцы гаплоидны и образуются в результате арренотокического партеногенеза. Самки диплоидны (n = 2; 2n = 4).

## Экономическое значение
Этот деструктивный вредитель вызывает деформацию конечных листьев и цветочных бутонов. Токсичная слюна клеща вызывает скручивание, затвердевание и деформированный рост в терминальной части растения. Клещей обычно можно увидеть на самых молодых листьях и мелких плодах. Листья поворачиваются вниз и приобретают медный или пурпурный оттенок. Междоузлия укорачиваются, а боковые почки лопаются чаще, чем обычно. Цветение прекращается, а рост растений замедляется при наличии больших популяций. На плодовых деревьях повреждения обычно видны на затененной стороне плодов, поэтому они не сразу бросаются в глаза. Плоды обесцвечиваются в результате питания, и в тяжёлых случаях может произойти преждевременное опадание плодов. Сильно поврежденные плоды теряют товарный вид и не продаются на рынке свежей продукции, но могут быть использованы для переработки.

## Систематика
Вид Polyphagotarsonemus latus был впервые описан в 1904 году американским энтомологом Натаном Бэнксом (1868—1953) (из терминальных почек манго в теплице в Вашингтоне, округ Колумбия, США) в составе рода Tarsonemus под первоначальным названием Tarsonemus latus. Затем имел название Hemitarsonemus latus, а в 1965 году включён в отдельный род Polyphagotarsonemus Beer & Nucifora, 1965 в качестве его типового вида, в который позднее был включён второй вид Polyphagotarsonemus beeri (Smiley, 1964) из состава рода Hemitarsonemus. Род выделен в трибу Pseudotarsonemoidini и подсемейство Pseudotarsonemoidinae. Взрослые самки Polyphagotarsonemus похожи на самок Nasutitarsonemus и Tarsanonychus, у них отсутствует сета L на бедре I и шиповидная сета PL на тарзусе II; они также имеют слегка изогнутый, сидячий коготь и редуцированные, смежные ногтевые щетинки на ноге I, как у Nasutitarsonemus.